# Class 450
De Class 450 is een in Groot-Brittannië gebruikt treinstel van het type Desiro UK bestemd voor personenvervoer en gebouwd door Siemens Mobility. De treinstellen zijn eigendom van Angel Trains maar worden geleaset door South West Trains.

## Operatoren
| Class       | Operator          | Aantal in dienst | Bouwjaar  | Aantal wagons per treinstel | Nummering                       | Opmerkingen                                                                   |
| ----------- | ----------------- | ---------------- | --------- | --------------------------- | ------------------------------- | ----------------------------------------------------------------------------- |
| Class 450/0 | South West Trains | 100              | 2002–2006 | 4                           | 450001 - 450042 450071 - 450127 |                                                                               |
| Class 450/5 | South West Trains | 27               | 2008      | 4                           | 450543 - 450570                 | 27 omgebouwde 450/5-treinstellen bedoeld voor hoge-intensiteitstreindiensten. |

## Galerij

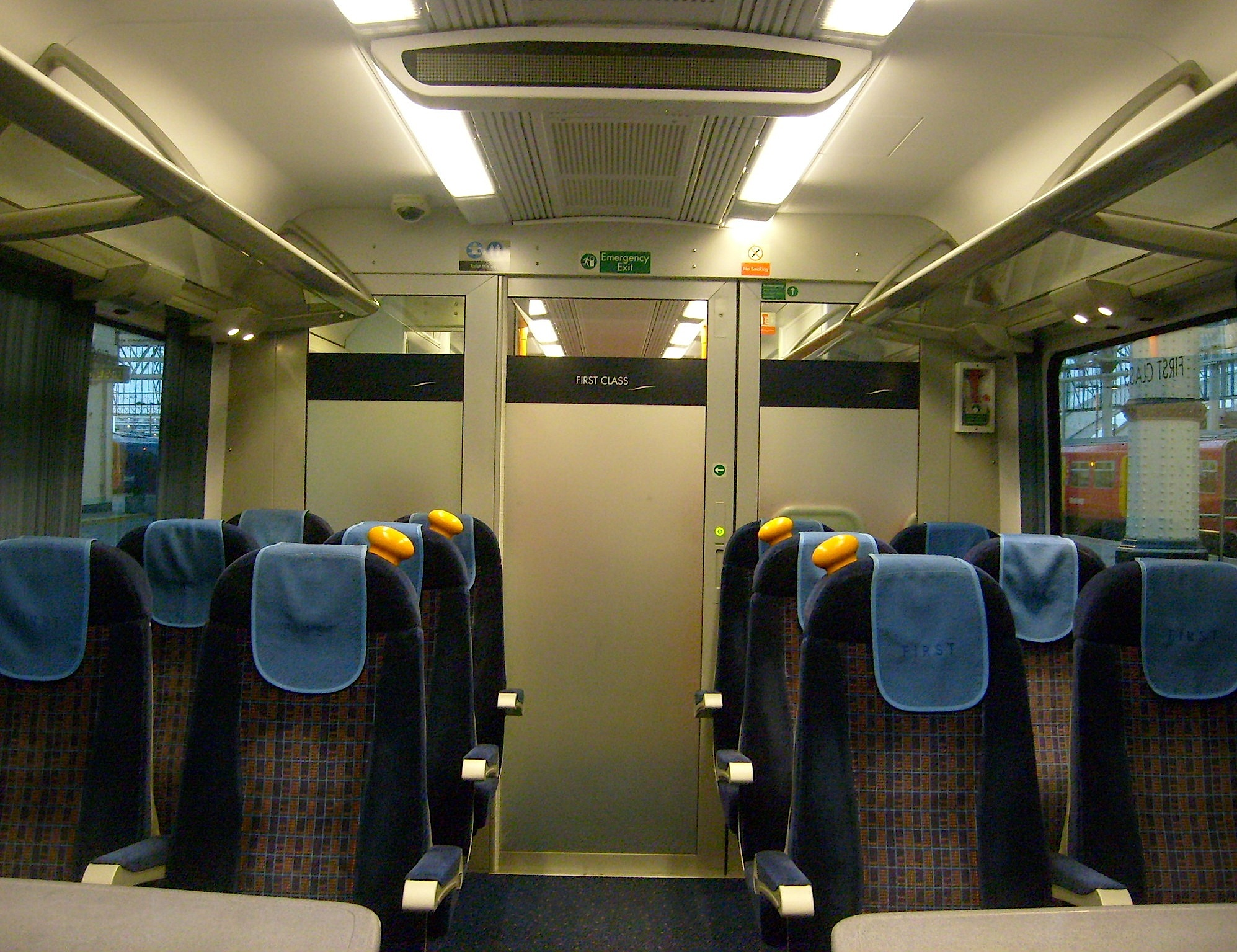
Het interieur van de eerste klas
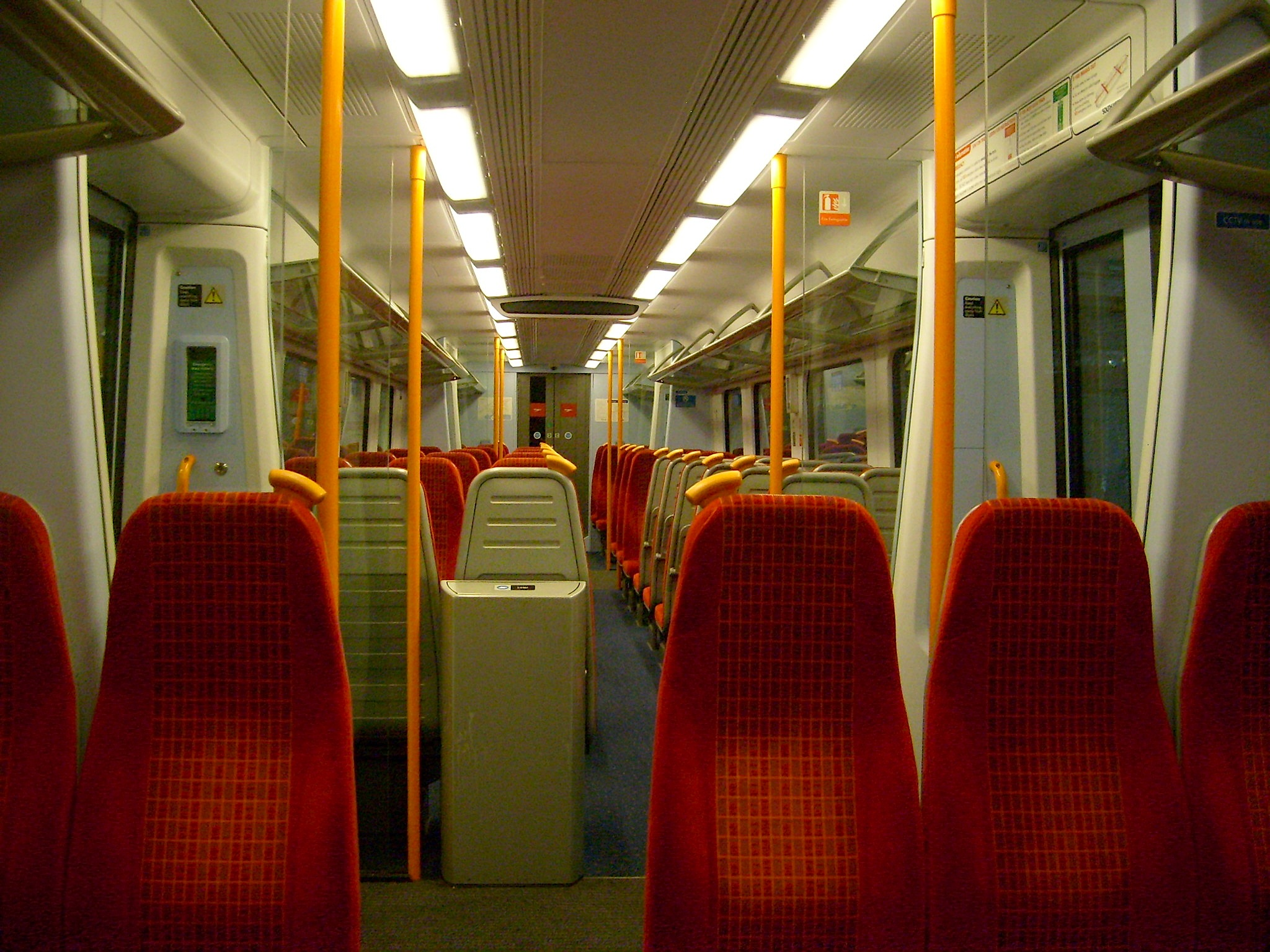
Het interieur van de tweede klas